# Toxorhina (Toxorhina) montina
Toxorhina (Toxorhina) montina is een tweevleugelige uit de familie steltmuggen (Limoniidae). De soort komt voor in het Oriëntaals gebied.